# مذبحة فاس
في عام 1033، وبعد فتح مدينة فاس من طرف المغراويون قامت قبيلة قوات تميم
برئاسة البرابرة بنو يفرن المتواجدين في قبيلة زناتة بارتكاب مذبحة في حق اليهود بفاس وذلك قصد مكافحة انتشار اليهودية ومعاداة السامية من جهة، ومن ثم السيطرة على مدينة فاس في المغرب المتنازع عليها بين مجموعة من القبائل الأمازيغية على غرار قبيلة زناتة، المكناسة، المغراويون وكذلك بنو يفرن وقد استمر ذلك النزاع لمدة نصف قرن تقريبا، وذلك في أعقاب سقوط أسرة الأدارسة.
قامت قوات تميم بقتل أكثر من ستة آلاف يهودي ثم استولت على ممتلكاتهم، كما قاموا بسبي النساء اليهوديات في المدينة. وقد وقعت أعمال القتل هذه في شهر جمادى الآخرة من سنة 424 هـ (الموافق لـأيار/مايو–حزيران/يونيو 1033 بعد الميلاد)، وقد سُميت أعمال القتل بـ «بوغروم» حسب ما ذُكر في بعض الكتب. هذا وتجدر الإشارة إلى أنه في وقت ما في الفترة ما بين 1038-1040 قام المغراويون بالسيطرة على قبيلة فاس، مما اضطر قوات تميم إلى الفرار إلى مدينة أخرى حيث كانت وجهتهم هذه المرة مدينة سلا.